# Thriller 25
Thriller 25 – reedycja albumu Thriller amerykańskiego wykonawcy muzyki pop Michaela Jacksona. Premiera albumu miał miejsce 11 lutego 2008.
Album promowały dwa single – „The Girl Is Mine 2008” (gośc. will.i.am) oraz „Wanna Be Startin’ Somethin’ 2008” (z Akonem). Album wydany w dwóch ekskluzywnych szatach graficznych oraz w wersji deluxe.
W Polsce nagrania uzyskały certyfikat platynowej płyty.

## Lista utworów
| 1.  | „Wanna Be Startin’ Somethin’”                            | 6:02    |
|     |                                                          |         |
| 2.  | „Baby Be Mine”                                           | 4:20    |
|     |                                                          |         |
| 3.  | „The Girl Is Mine” (oraz Paul McCartney)                 | 3:42    |
|     |                                                          |         |
| 4.  | „Thriller”                                               | 5:57    |
|     |                                                          |         |
| 5.  | „Beat It”                                                | 4:18    |
|     |                                                          |         |
| 6.  | „Billie Jean”                                            | 4:54    |
|     |                                                          |         |
| 7.  | „Human Nature (singel Michaela Jacksona)”                | 4:06    |
|     |                                                          |         |
| 8.  | „P.Y.T. (Pretty Young Thing)”                            | 3:59    |
|     |                                                          |         |
| 9.  | „The Lady In My Life”                                    | 4:59    |
|     |                                                          |         |
| 10. | „Voice-Over Session from "Thriller"”                     | 0:24    |
|     |                                                          |         |
| 11. | „The Girl Is Mine 2008” (gościnnie will.i.am)            | 3:10    |
|     |                                                          |         |
| 12. | „P.Y.T. (Pretty Young Thing) 2008” (gościnnie will.i.am) | 4:21    |
|     |                                                          |         |
| 13. | „Wanna Be Startin’ Somethin’ 2008” (oraz Akon)           | 4:14    |
|     |                                                          |         |
| 14. | „Beat It 2008” (gościnnie Fergie)                        | 4:11    |
|     |                                                          |         |
| 15. | „Billie Jean 2008” (Kanye West Remix)                    | 4:36    |
|     |                                                          |         |
| 16. | „For All Time”                                           | 4:04    |
|     |                                                          |         |
| 17. | „Got the Hots” (tylko w wersji japońskiej)               | 4:27    |
|     |                                                          |         |
|     |                                                          | 1:11:44 |
|     |                                                          |         |

### DVD
| 1. | „Billie Jean”                   | 4:54  |
|    |                                 |       |
| 2. | „Beat It”                       | 4:56  |
|    |                                 |       |
| 3. | „Thriller”                      | 13:33 |
|    |                                 |       |
| 4. | „Billie Jean” (live, Motown 25) | 4:56  |
|    |                                 |       |
|    |                                 | 28:19 |
|    |                                 |       |

## Notowania
| Kraj/Region | Pozycja | Status          | Sprzedaż |
| ----------- | ------- | --------------- | -------- |
| Węgry       | 1       | platynowa płyta | 15000    |